# Кирпотино (Ореховский район)
Кирпотино (укр. Кирпотине) — посёлок,
Новотаврический сельский совет,
Ореховский район,
Запорожская область,
Украина.
Код КОАТУУ — 2323985704. Население по переписи 2001 года составляло 185 человек.

## Географическое положение
Посёлок Кирпотино находится на расстоянии в 1 км от посёлка Новотаврическое и в 2-х км от сёл Оленовка и Вольное.
Через посёлок проходит железная дорога, станция Кирпотино.

## История
- 1903 год — дата основания.